# Ordan-Larroque
Ordan-Larroque – miejscowość i gmina we Francji, w regionie Oksytania, w departamencie Gers.
Według danych na rok 1990 gminę zamieszkiwało 738 osób, a gęstość zaludnienia wynosiła 17 osób/km² (wśród 3020 gmin regionu Midi-Pireneje Ordan-Larroque plasuje się na 446. miejscu pod względem liczby ludności, natomiast pod względem powierzchni na miejscu 139.).